# 八橋神社
八橋神社（やつはしじんじゃ）は、福岡県福岡市中央区唐人町に鎮座する神社で、別名八ツ橋稲荷神社。

## 祭神
現在の祭神は以下の通りである。
- ウカノミタマ

## 歴史
八橋神社は、天明（1781年 - 1789年）の頃、伏見稲荷大社より勧請され、明治44年（1911年）に唐人町集会所の引直しのとき、政府の許可を得て鳥飼八幡宮境内から現在地に移った。
口伝によれば、桝木屋町（現唐人町二丁目）の火災のおり、突如風向きが変わり町内の全焼をまぬがれ、かつ明治15年（1882年）11月に横町で火災があった時も強風にかかわらず、大事に至らず鎮火したとされる。第二次世界大戦においても戦火に遭わず町が残ったため、火魔除け、開運、商売繁盛の神として地域で大切にされている。奉祀されている御神霊には「明治2年、山城國紀井郡より御分霊」と銘がある。
神事は、もともと鳥飼八幡宮の境内に鎮座していた関係もあり、鳥飼八幡宮の宮司が執り行い、　福笹や干支の置物の授与（有料）、豚汁のふるまい等が行われ賑わいを見せる。初午の日の唐人町では、祭りで授与された福笹を持って歩く人をよく見かける。

## 江戸時代の史跡
神社境内は、江戸時代の儒学者で亀井南冥が学長をしていた福岡藩の西学問所・甘棠館（かんとうかん）の跡地となっている。

## 祭事
- 2月 初午祭